# Leptychaster
Leptychaster is een geslacht van kamsterren uit de familie Astropectinidae.

## Soorten
- Leptychaster anomalus Fisher, 1906
- Leptychaster antarcticus Sladen, 1889
- Leptychaster arcticus (M. Sars, 1851)
- Leptychaster flexuosus (Koehler, 1920)
- Leptychaster inermis (Ludwig, 1905)
- Leptychaster kerguelenensis E. A. Smith, 1876
- Leptychaster longipes (Koehler, 1920)
- Leptychaster magnificus (Koehler, 1912)
- Leptychaster melchiorensis (Bernasconi, 1969)
- Leptychaster pacificus Fisher, 1906
- Leptychaster propinquus Fisher, 1910
- Leptychaster stellatus Ziesenhenne, 1942